# العباس بن علي
قَمَر بني هَاشِمُ السَقَّاءُ أَبُو الْفَضْلِ العَبَّاسُ بْنُ عَلِيِّ بْنِ أَبِي طَالِبٍ بْنُ عَبْدِ المُطَّلِبِ الْهَاشِمِيُّ القُرَشِيُّ (الرَّابع من شَعْبَان 26 - العاشِر من مُحرَّم 61 هـ / الخامِس من مايُو 645 - العاشِر من أُكْتُوبَر 680 م) هو ابن الخليفة الراشِدي الرَّابِع عَلِيُّ بن أبي طالِب، أما أمه فهي أُم البَنين فاطِمة بنت حِزام الكِلابيَّة. يُكنَّى أبُو القاسِم أيضًا.
وُلد العبَّاس بنُ عليّ في المدينة المُنوَّرة من إقليم الحجاز في عهد الخليفة الراشدي الثالث عُثمان بن عفَّان سنة 26 هـ / 645 م. كان صاحب اللواء يوم العاشر من المحرم، وهو الذي اقتحم صفوف العدو وكسر الحصار يومي السابع والعاشر من المحرم، وتمكّن من جلب الماء لمعسكر الحسين في المحاولة الأولى فلقّب بالسقّاء، واستشهد في طريق عودته من المحاولة الثانية بعد أن قطعت يداه وأصيبت عينه بسهم وضرب بعمود على رأسه وأريق ماء القربة.

## نسبه
هو العبّاس بن علي بن أبي طالب بن عبد المطلب بن هاشم بن عبد مناف بن قُصَي بن كلاب بن مرة بن كعب بن لؤي بن غالب بن فهر بن مالك بن النضر بن كنانة بن خزيمة بن مدركة بن إلياس بن مضر بن نزار بن معد بن عدنان.
أمّه فاطمة (أمّ البنين) بنت حزام (حرام) بن خالد، بن ربيعة، بن الوحيد، وهو: عامر بن، كلاب، بن ربيعة، بن عامر، بن صعصعة، تزوجها علي بن أبي طالب بعد وفاة فاطمة الزهراء، فسمّاها أم البنين.

## الكنى والألقاب

### كناه
يكنى بأبي الفضل وهي أشهر كناه. وعزى الكثير من العلماء والأدباء ذلك إلى ما اتسم به من فضائل جمّة.
ويكنّى بأبي القاسم، ومن هنا حمل الباحثون والمحققون ما ورد في زيارة الأربعين عليه. قال جابر بن عبد الله الأنصاري: «السلام عليك يا أبا القاسم يا عباس بن علي».

### ألقابه
لقب بمجموعة من الألقاب تحكي عظم شخصيته، منها:
قمر بني هاشم.
باب الحوائج.
الطيّار.
الشهيد.
سبع القنطرة
السقّاء؛ وذلك لما قام به من إقدام وبذله من تضحيات في جلب الماء إلى معسكر
الحسين.
العبد الصالح.
صاحب اللواء.

#### أبو راس الحار
في اللهجة العراقية، يقال فلان راسه حاره، أي إنه غَضوب وصفتة تعني أنه شديد الغضب، يُعجّل العقوبة بمن حلف به كذباً، ويعتقد بعض الشيعة أن باقي الأئمة يسامحون من حلف بهم كذباً ما عدا العبّاس، ولذلك إذا اختلف اثنان من الشيعة أو أرادوا التعاهُد، فربما توجّهوا إلى قبر العبّاس ليحلفوا به.

## سيرته
بعد رحيل فاطمة بنت محمد الزوجة الأولى لعلي بن أبي طالب، توجه أباه لعمه عقيل بن أبي طالب، فسأله بالنص أن يختار له زوجة «قد ولدتها الفحولة من العرب»،
يقول عبد الرزاق المقرّم: «هذه الفضائل كلها وان كان القلم يقف عند انتهاء السلسلة إلى أمير المؤمنين فلا يدري اليراع ما يخط من صفات الجلال والجمال وأنه كيف عرقها في ولده المحبوب؟ قمر الهاشميين».
كما يقول أيضاً: «وقد ظهرت في أبي الفضل (العباس) الشجاعتان الهاشمية التي هي الأربى والأرقى فمن ناحية أبيه سيّد الوصيين، والعامرية فمن ناحية أمه أم البنين».

وروي عن جعفر الصادق:

وروي أيضا عن علي بن الحسين:
وقد عاصر العباس الحروب التي خاضها أبوه ومقتل عثمان بن عفان، ثم بيعة أبيه، ثم معركة الجمل، ومعركة صفين، ومعركة النهروان.
ليس العباس بطلا فحسب انما كان عالماً فاهماً لشرع الله وسيرة رسول الله.

## صفاته
ان العباس رجلٌ وسيمٌ جسيمٌ، يركب الفرس المطهّم ورجلاه تخطّان في الأرض.
وقال جعفر الصادق: «كان عمُّنا العباس بن علي نافذ البصيرة، صلب الإيمان، جاهد مع أبي عبد الله، وأبلى بلاءً حسناً، ومضى شهيداً»
وقد كان صاحب لواء الحسين، واللِّواء هو العلم الأكبر، ولا يحمله إلاّ الشجاع الشريف في المعسكر.

## في كربلاء
كان صاحب لواء الحسين في معركة كربلاء واللواء هو العلم الأكبر ولا يحمله إلاّ الشجاع الشريف في المعسكر.
و لما طلب الحسين من أصحابه الرحيل قام إليه العباس فقال: «ولِمَ نفعل ذلك؟ لنبقى بعدك؟ لا أرانا الله ذلك أبداً.»
ومن أشهر مواقفه في كربلاء لما أخذ عبد الله بن حزام ابن خال العباس أماناً من ابن زياد للعباس واخوته من أمه قال العباس وإخوته: لا حاجة لنا في الأمان، أمان الله خير من أمان ابن سمية.
ومن شجاعته أنه في كربلاء حين حوصر أربعةُ رجال بين الأعداء ندب إليهم الحسين أخاه العباس فحمل على القوم وضرب فيهم بسيفه حتى فرّقهم عن أصحابه ووصل إليهم فسلموا عليه وأتى بهم ولكنهم كانوا جرحى... ».".
«يقال لما ادخلت الرايات على دعي بني أمية يزيد ورأى راية العباس ومابها من طعن وضرب من جميع انحائها إلا من جهة المقبض سأل لمن هذه الرية فقيل له للعباس فقام يزيد ثلاث مرات وجلس من حيث لايعلم»((إبراهيم العامري))
واشتهر بالسقاء لأنه قتل وهو يحاول احضار الماء للعطاشى من آل البيت في كربلاء وعندما عاد بالقربة غال به القوم وأوقعوه من فرسه وقطعوا كفيه ومزقوا القربة.

## استشهاده

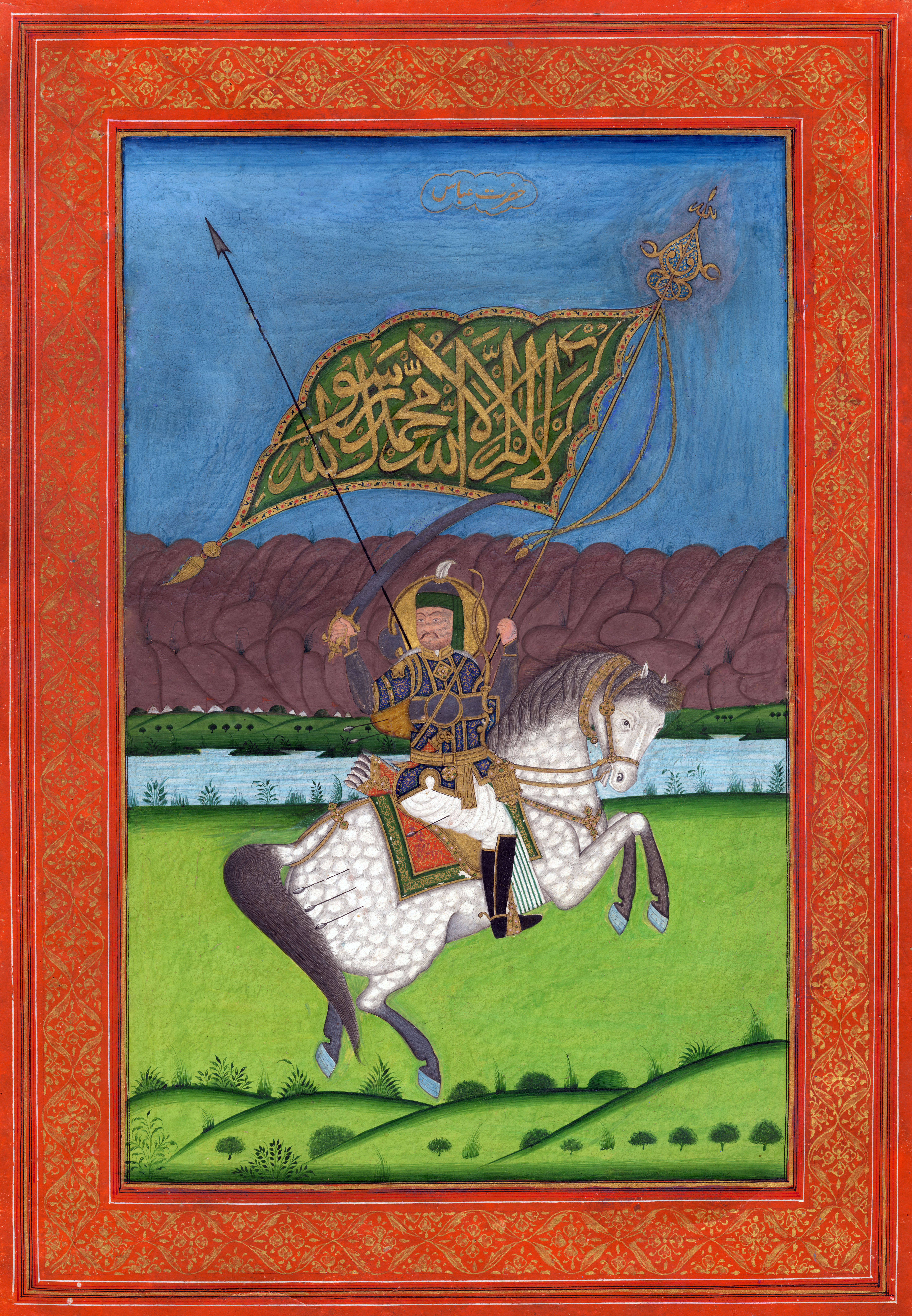
رسمٌ تخيُليّ لِلعبَّاس بن عليّ.

عند استشهاده تروي المصادر أن الحسين وقف عند رأس أخيه وقال «الآن انكسر ظهري، وقلّت حيلتي، وشمت بي عدوي»
وحاول حمله إلا أن العباس رفض معللا أنه يستحي من الأطفال ومن سكينة بنت الحسين لأنه لم يحضر الماء وكذلك قام بمواساة أخيه الحسين حيث قال العباس:«أنت تمسح الدم والتراب عني وتواسيني وتنقلني إلى الخيم بعد ساعة وعند سقوطك من سيمسح الدم والتراب عن وجهك».
وبقي الحسين ورأس أخيه العباس في حجره حتى فاضت روحه في اليوم العاشر من محرم الحرام من العام الحادي والستين للهجرة النبوية.
و من أهم ما قيل بحق العباس بن علي بن أبي طالب
من أقوال الشعراء فيه
1 ـ قال راضي القزويني:
2 ـ قال جعفر الحلّي:
3 ـ قال حفيده الفضل بن محمّد بن الفضل بن الحسن بن عبيد الله بن العباس:

## مدفنه

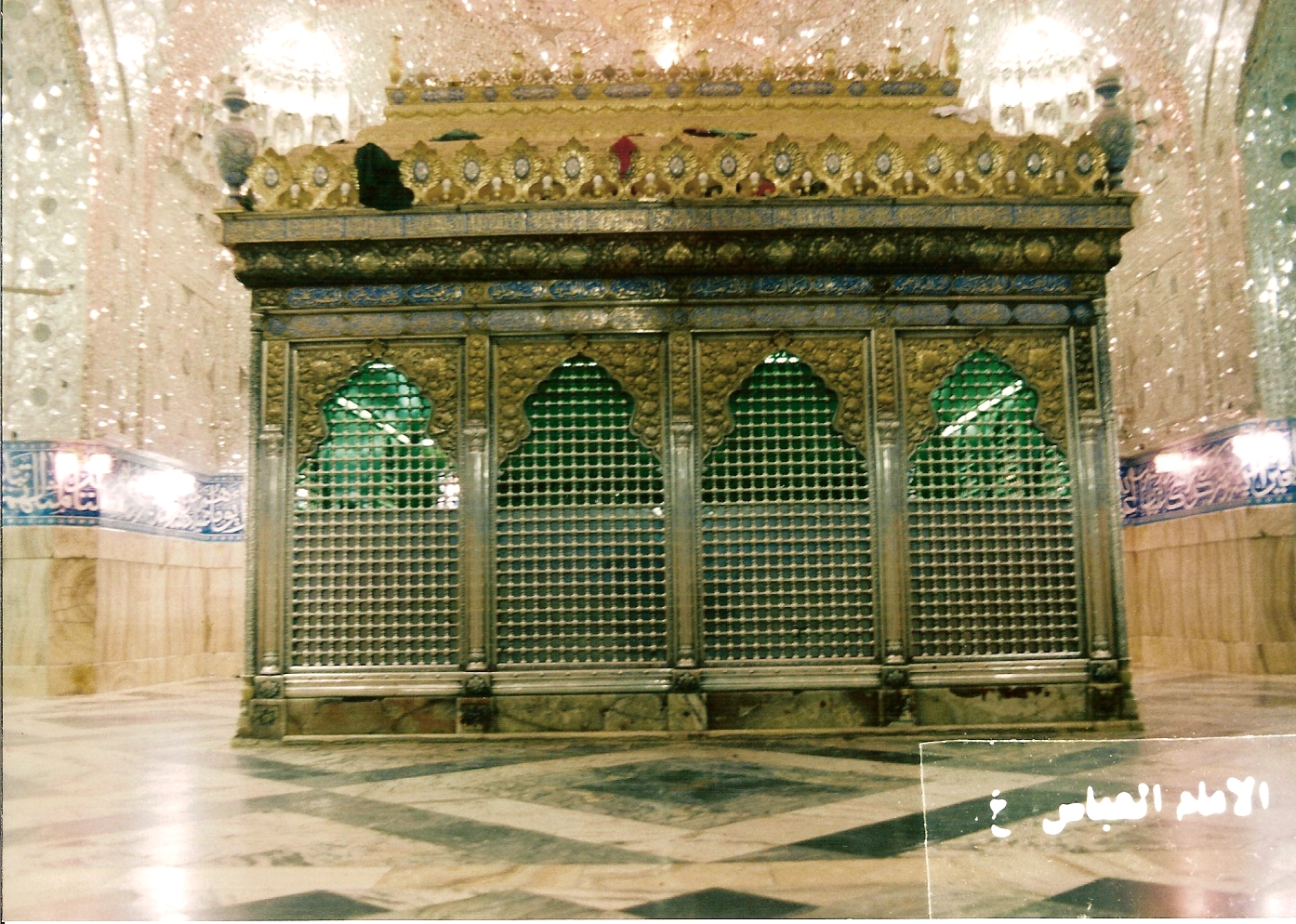
ضريح العباس بن علي من الداخل

للعباس بن علي مشهد كبير في مدينة كربلاء بجوار مشهد الحسين تعلوه قبة ذهبية، وتحث المصادر الشيعية على زيارة قبره وأن زيارته واجبة مع زيارة أخيه الحسين.
كما ويوجد في لبنان في بلدة النبي شيت - البقاعية، (بلدة عباس الموسوي) يوجد مزار موجود منذ القدم في هذه البلدة ويسمى المزار (مزار أبو الفضل العباس)كما ويوجد ضريح في هذا المزار، ويقال أنه أثناء السبي من كربلاء إلى الشام قد مروا من بلدة النبي شيت وقبلها من بعلبك حيث يوجد حاليا مقام خولة بنت الحسين التي قتلت على الطريق مع عمتها زينب وهم في طريقهم إلى الشام ومعها كفين العباس كما ويوجد في بلدة حورتعلا القريبة من بلدة النبي شيت ضريح ومقام (عبد الله ابن الحسن) قتل أثناء رحلة السبي من بعلبك إلى النبي شيت، ودفن في بلدة حورتعلا وله من الفضل والكرامات الكثيرة.
ثارت جموع الشيعة في جنوب العراق عام 1991، فيما عرف بالانتفاضة الشعبانيَّة على حكم الرئيس صدَّام حسين، ومن بين المدن الثائرة مدينة كربلاء. تعرَّضت المدينة للقصف من قبل الجيش العراقي والحرس الجمهوري لإخماد الثَّورة وقتل الثَّائرين، وضُرب قبة مرقد العباس بن علي وأخيه الحسين بأمر من حسين كامل، وسقطت اغلب الأجزاء من المنارة نتيجة القصف. أعيد ترميم المنارة بعد سقوط نظام صدَّام حسين عام 2003 اثر الغزو الأمريكي للعراق. احتُفظ بالأجزاء المدمرة من المنارة القديمة في متحف العتبة العباسية.

## وصلات خارجية
- الموقع الرسمي للعتبة العباسية المقدسة
- الحكمة للثقافة الإسلامية المكتبة العامة
- قمر بني هاشم وحامل اللواء العباس بن علي
- صحيفة قمر بني هاشم العباس بن علي
- شجاعة العباس بن علي
- اسرار الروضة العباسية عبد الستار البيضاني...عن جريدة الصباح